# Gerard Gertoux
Gérard Gertoux (Lyon, 19 de março de 1955) é um cronologista e historiador francês, especializado ema história antiga. Ele é também engenheiro e professor no sistema de ensino secundário francês. Gertoux é reconhecido por sua pesquisa em cronologia do Antigo Oriente Próximo, incluindo a história egípcia, assíria e judaica. Gertoux é autor de vários livros e artigos que abordam temas relacionados com a cronologia bíblica, a história antiga e as interpretações de textos religiosos, particularmente interessado em examinar de forma crítica e detalhada as provas históricas e arqueológicas que rodeiam os acontecimentos bíblicos. No entanto, Gertoux é uma figura amplamente reconhecida, mas não aceita no meio académico convencional, e as suas teorias e abordagens alternativas podem ser consideradas controversas por alguns especialistas.
Um de seus principais focos de estudo é o Tetragrama YHWH, o nome de Deus. Gertoux argumentou que uma das várias vocalizações antigas do Tetragrama YHWH no século I EC era "Yehowah", contrariando o consenso acadêmico dominante existente de que era unicamente "Yahweh".
A sincronização astronómica de Gertoux nas suas cronologias da história antiga ofereceu novas conclusões.

## A vida
Gérard Gertoux nasceu a 19 de março de 1955 no 7º distrito de Lyon.
Em 1979, Gertoux licenciou-se em  Engenharia Física pela École nationale supérieure d'ingénieurs électriciens de Grenoble (I.N.P.G.) em espetrometria no laboratório afiliado ao Centro Nacional de Investigação Científica (CNRS), sob a tutela de Yves Ayant e Élie Belorizky, com a tese: Études expérimentales et théoriques par spectrométrie RMN de composés magnétiques de terres rares. Em 1982, Gertoux aderiu ao Movimento do Nome Sagrado. Em 1983, começou a lecionar no sistema de ensino secundário francês e, em 1985, obteve um certificado de Física (Certificat d'aptitude au professorat de l'enseignement du second degré) para se tornar professor qualificado do ensino secundário, tendo trabalhado em escolas públicas até 2012.
Como investigador independente, Gertoux começou a estudar o Tetragrammaton e a forma como era originalmente pronunciado. Para facilitar o acesso aos manuscritos bíblicos conservados em coleções antigas em museus e outras instituições (que utilizaria na sua investigação), Gertoux criou em 1991 a Association Biblique de Recherche d'Anciens Manuscrits. Gertoux estudou hebraico na Académie des langues anciennes com Elie Cohen em 1992 e, no ano seguinte, em 1993, Gertoux estudou nas Sessions de langues bibliques com o professor Jean Margain (um dos seus fundadores, juntamente com Christian Amphoux). Durante as suas investigações, começou a entrar em contacto com estudiosos de renome na sua área. Após anos de investigação sobre o nome de Deus, em 1995 concluiu a sua obra Un nom encens : un historique du nom divin de son origine à sa reconstitution. Dois anos depois, em 1997, ele concluiu o seu segundo livro, יהוה: an aim to encens: a historical record of the divine Name (יהוה: um objetivo para o incenso: um registo histórico do Nome divino). Em 1998, Henri Cazelles apresentou a sua terceira tese intitulada יהוה in Fame Only: A historical record of the divine name na biblioteca do Instituto Católico de Paris (Biblioteca Ecuménica e Científica de Estudos Bíblicos BOSEB), sob a sigla (T594GER)..
Depois de receber comentários sobre a sua tese sobre o nome de Deus, Gertoux decidiu publicar as suas conclusões na sua obra intitulada: Un Historique du nom divin : Un Nom Encens, publicada pela editora Éditions L'Harmattan em 1999. Gertoux voltou a estudar hebraico em 2001 no Institut des langues anciennes da École Normale Supérieure de Lyon com Jean-Claude Haelewyck e Georges Bohas. Un Historique du nom divin : Un Nom Encens foi traduzido para o inglês com o título The Name of God Y.eH.oW.aH Which is pronounced as it is Written I_Eh_oU_Ah. Its Story e publicado em 2002 pela University Press of America.
No ano de 2004, Gertoux obteve na Université de Lyon II - Lumière o título de Master of Science em arqueologia e história do mundo antigo com a dissertação L'œil de l'histoire: la chronologie. Les éclipses dans l'antiquité: approche scientifique d'une chronologie absolue (O Olho da história: a cronologia. Eclipses na antiguidade: abordagem científica para uma cronologia absoluta). Em 2004, também estudou hebraico no Laboratoire Histoire et Sources des Mondes Antiques (HISOMA) com o professor Dominique Gonnet. Em 2005, Gertoux continuou os seus estudos de doutorado em arqueologia e história do mundo antigo na Maison de l'Orient et de la Méditerranée, Université de Lyon II - Lumière, e a sua tese Les conjonctions dans l'antiquité comme les éclipses : approche scientifique d'une chronologie absolue (HCL TM 104 na biblioteca da MOM) sob a orientação de Pierre Villard, e a defesa da tese com os seis jurados estava prevista para dezembro de 2007.
Em 2007 não foi aceita a sua proposta de tese de doutorado. Ele explicou a rejeição como devido a "cartas ... que revelaram minha filiação religiosa às Testemunhas de Jeová".
Foi autorizado a transferir seus estudos para o Instituto Nacional de Línguas e Civilizações Orientais (INALCO) em Paris. Lá, também, sua tese não foi aceita, porque o Instituto não queria endossar uma posição fundamentalista.
Em 2014, tornou-se membro da Associação Internacional de Assiriologia, que no mesmo ano deu em seu site uma notícia (não o texto) da proposta tese.

## Opiniões
Nos livros que escreveu e publicou expõe suas idéias freqüentemente incomuns sobre a cronologia antiga, contrárias às conclusões da generalidade dos estudiosos. Indica-se normalmente o ano de 465 a.C. como o da morte de Xerxes I, Gertoux sozinho afirma que ele morreu dez anos antes.
De acordo com Robert J. Wilkinson, que cita o livro  Un historique du nom divin: Un nom encens , Gertoux afirma que, desde a época de 4000 a.C., a que ele com total confiança atribui Eva, o Tetragrama YHVH lê-se sempre "segundo suas letras", isto é, tratando aquelas quatro letras como matres lectionis, isso é dizendo "Jehovah", e que o desaparecimento deste nome faz parte de uma estratégia satânica. Wilkinson deixa sem comentário explícito esta oposição de Gertoux ao forte consenso acadêmico de que a pronúncia original mais provável era "Yahweh" e que certamente não era "Jehovah" ou "Jeová".
Em outro de seus livros, Gertoux afirma que Adão e Eva foram criados em 5426 a.C. (e que a teoria da evolução humana é um mito propagado por médicos nazistas) e o Dilúvio de Noé aconteceu em 3170 a.C.

### O Tetragrama
Em seu trabalho The Name of God Y.eH.oW.aH Which is pronounced as it is Written I_Eh_oU_Ah, Gertoux indica a sua visão sobre o tratamento do Tetragrama, a história de sua tradução e pronúncia ao longo dos séculos desde a época de Eva (segundo ele, 4000 a.C.), visão em que afirma que a pronúncia do Tetragrama nunca foi perdida, e esta é Yehowah.
Gertoux diz que o termo "Yahu" (que se encontra principalmente em textos aramaicos) significa "Yah Ele mesmo" (língua habraica), e o termo "Yah" é uma abreviação da primeira e da última letra de YHWH, com a qual a forma Jeová ainda é possível.
Além disso, Gertoux propõe que o nome YHWH, em hebraico, apesar de não se encontrar em absolutamente nenhum dos existentes manuscritos em grego, língua do Novo Testamento, usou-se nos textos autógrafos.
Gertoux menciona que em uma carta privada Charles Perrot, professor emérito do Instituto Católico de Paris, escreveu que "as observações sobre a pronúncia de YHWH me parecem muito relevante, mesmo que, na prática, seja um pouco difícil "recuar" sem dar a impressão de ceder às Testemunhas de Jeová".
Da obra de Gertoux John Laurence Gee (já citado) diz: "O livro levanta sérias dúvidas sobre se Gertoux domine qualquer uma das línguas necessárias para seu estudo. Afirmações como "A lingua hebraica ... favorece uma leitura vocálica de nomes próprios em vez de uma leitura consonantal (aramaico)” [...] não fazem nada para dissipar nossas dúvidas. A maioria das evidências egípcias relevantes foi ignorada em silêncio, e o que foi usado foi freqüentemente mal interpretado [...] A evidência acadiana também foi subutilizada. É preciso perguntar-se sobre sua compreensão da fonética grega quando afirma que o iotacismo ... levou principalmente à confusão dos sons iota, épsilon, eta e alfa-iota. Os exemplos poderiam ser multiplicados ad nauseam, mas possivelmente o melhor exemplo do fracasso de Gertoux em dominar suas línguas é sua defesa do que ele chama de método das letras. O seu método das letras de Gertoux assume que existe apenas uma maneira de vocalizar qualquer esqueleto consonantal particular, o que não é o caso. Portanto, seu método é fundamentalmente falho."

## Obras

### Teses
- Gertoux, Gerard (1979). Études expérimentales et théoriques par spectrométrie RMN de composés magnétiques de terres rares (Diplôme d'Étude Approfondie en énergétique, at the Laboratoire de Spectrométrie Physique at Grenoble) (em francês)
- Gertoux, Gerard (1995). Un nom encens : un historique du nom divin de son origine à sa reconstitution (BOSEB ICP: Institut Catholique de Paris)
- Gertoux, Gerard (1997). יהוה : an aim to incense : a historical record of the divine Name (BOSEB ICP: Institut Catholique de Paris)
- Gertoux, Gerard (1998). יהוה : in fame only ? : a historical record of the divine name (Res T 594 GER. BOSEB ICP: Institut Catholique de Paris)

### Livros
- Gertoux, Gérard (1999). Un historique du nom divin: Un nom encens. [S.l.]: Éditions L'Harmattan
- Gérard Gertoux (2002). The Name of God Y.eH.oW.aH Which is pronounced as it is Written I_Eh_oU_Ah. Its history. Col: G - Reference, Information and Interdisciplinary Subjects Series. Traduzido por Terry Costanzo. [S.l.]: University Press of America. ISBN 978-0-7618-2204-2. OCLC 59502233
- Gèrard Gertoux, Storia del nome di Dio. Un recente studio che fà luce sulla corretta pronuncia del sacro nome, traduzido por S. Pizzorni, Azzurra 7, 2007, ISBN 978-88-88907-09-3.
- Gérard Gertoux (2015). The Name of God Y.eH.oW.aH Which is pronounced as it is Written I_Eh_oU_Ah. Its history. [S.l.]: Lulu.com. ISBN 9781329205055

### Artigos
- Gertoux, Gérard (2018).  Pascal Attinger, ed. «Text and image: proceedings of the 61e Rencontre Assyriologique Internationale, Geneva and Bern, 22-26 June 2015». Orbis biblicus et orientalis. Series Archaeologica. 40. Leuven; Bristol, CT: Peeters. ISBN 978-90-429-3713-0. OCLC 1046070112
- Gertoux, Gérard (dezembro de 2019). «Notes bréves: 101) Dating the Reigns of Xerxes and Artaxerxes» (PDF). Nouvelles Assyriologiques Bréves et Utilitaires (4). 179 páginas. ISSN 0989-5671

### Conferências
Gertoux propôs cronologias assírias e bíblicas, das quais, de acordo com Hermann Hunger, G. Gertoux "oferece novas conclusões ou refuta as cronologias propostas por outros estudiosos". Gertoux apresentou palestras em diferentes universidades:
- —2011, Conferência na Universidade de Edimburgo: A New Achaemenid King: Darius B, owing to Synchronized Chronology.
- —2015, Conferência na Universidade de Oxford: Assyrian and biblical chronologies: are they reliable?
- —2015, Conferência na Universidade de Genebra: Dating the Reigns of Xerxes and Artaxerxes which was published in 2018 in: Orbis Biblicus et Orientalis Series Archaeologica], 40, pp. 179–206.
- —2019, Convite para o Collège de France de Dominique Charpin para promover sua tese Scientific approach to an absolute chronology through synchronisms dated by astronomy, 11 de julho de 2019, para a 65th Rencontre Assyriologique Internationale — the annual conference of the International Association for Assyriology.

### Filmes
- Fritz Poppenberg (2014). The Name of God. Drei Linden Film.